# ISO 3166-2:PG
ISO 3166-2:PG – kody ISO 3166-2 dla Papui-Nowej Gwinei.
Kody ISO 3166-2 to część standardu ISO 3166 publikowanego przez Międzynarodową Organizację Normalizacyjną. Kody te są przypisywane głównym jednostkom podziału administracyjnego, takim jak np. województwa czy stany, każdego kraju posiadającego kod w standardzie ISO 3166-1.
Aktualnie (2018) dla Papui-Nowej Gwinei zdefiniowano kody dla 20 prowincji, 1 regionu autonomicznego oraz 1 dystryktu stołecznego.
Pierwsza część oznaczenia to kod Papui-Nowej Gwinei zgodnie z ISO 3166-1, natomiast druga część oznaczenia znajdująca się po myślniku to trzyliterowy kod jednostki administracyjnej.

## Kody ISO
| Kod ISO | Nazwa jednostki administracyjnej | Rodzaj jednostki administracyjnej |
| ------- | -------------------------------- | --------------------------------- |
| PG-NSB  | Bougainville                     | region autonomiczny               |
| PG-CPM  | Prowincja Centralna              | prowincja                         |
| PG-CPK  | Simbu                            | prowincja                         |
| PG-EBR  | Nowa Brytania Wschodnia          | prowincja                         |
| PG-ESW  | Sepik Wschodni                   | prowincja                         |
| PG-EHG  | Eastern Highlands                | prowincja                         |
| PG-EPW  | Enga                             | prowincja                         |
| PG-GPK  | Gulf                             | prowincja                         |
| PG-HLA  | Hela                             | prowincja                         |
| PG-JWK  | Jiwaka                           | prowincja                         |
| PG-MPM  | Madang                           | prowincja                         |
| PG-MRL  | Manus                            | prowincja                         |
| PG-MBA  | Milne Bay                        | prowincja                         |
| PG-MPL  | Morobe                           | prowincja                         |
| PG-NCD  | Dystrykt Stołeczny               | dystrykt stołeczny                |
| PG-NIK  | Nowa Irlandia                    | prowincja                         |
| PG-NPP  | Oro                              | prowincja                         |
| PG-SHM  | Southern Highlands               | prowincja                         |
| PG-WBK  | Nowa Brytania Zachodnia          | prowincja                         |
| PG-SAN  | Sandaun                          | prowincja                         |
| PG-WPD  | Prowincja Zachodnia              | prowincja                         |
| PG-WHM  | Western Highlands                | prowincja                         |